# Harry Hays
Harry William Hays PC (* 25. Dezember 1909 in Carstairs, Alberta; † 4. Mai 1982) war ein kanadischer Unternehmer, Landwirt und Politiker der Liberalen Partei Kanadas, der sowohl kurze Zeit Abgeordneter des Unterhauses als auch über 16 Jahre lang die Provinz Alberta im Senat vertreten hatte.

## Leben
Hays, der Unternehmer und Landwirt war, begann seine politische Laufbahn in der Kommunalpolitik und zwar vom 19. Oktober 1959 bis zum 30. Juni 1963 Bürgermeister von Calgary. Bei der Wahl vom 8. April 1963 wurde er als Bewerber der Liberalen Partei im Wahlkreis Calgary South zum Abgeordneten in das Unterhaus gewählt, verlor dieses Abgeordnetenmandat jedoch bereits bei der darauf folgenden Wahl am 8. November 1965.
Am 22. April 1963 wurde Hays zudem von Premierminister Lester Pearson als Landwirtschaftsminister in das 19. kanadische Kabinett berufen und gehörte diesem bis kurz nach seiner Wahlniederlage am 17. Dezember 1965 an.
Einige Wochen später wurde Hays am 24. Februar 1966 auf Vorschlag von Premierminister Pearson durch Generalgouverneur Georges Vanier zum Senator für Alberta ernannt. Im Senat vertrat er bis zu seinem Tod mehr als 16 Jahre lang den Senatsbezirk Alberta und war zuletzt zwischen April 1980 und seinem Tod sowohl Vize-Vorsitzender des Ständigen Senatsausschusses für Binnenwirtschaft, Haushalte und Verwaltung als auch Co-Vorsitzender des Gemeinsamen Sonderausschusses des Parlaments von Kanada für die Verfassung von Kanada.
Der Sohn von Harry Hays, Daniel Hays, war ebenfalls Senator für Alberta und vertrat zwischen 1984 und 2007 den Senatsbezirk Alberta im Senat von Kanada.  